# Remo nos Jogos Pan-Americanos de 2015 - Oito com masculino
A competição do oito com masculino foi um dos eventos do remo nos Jogos Pan-Americanos de 2015. Foi disputada no Royal Canadian Henley Rowing Course em St. Catharines, nos dias 12 e 15 de julho.

## Calendário
Horário local (UTC-4).
| Data        | Horário | Fase          |
| ----------- | ------- | ------------- |
| 12 de julho | 11:00   | Eliminatórias |
| 15 de julho | 10:35   | Final         |

## Medalhistas
|  | CAN Canadá |  | ARG Argentina |  | USA Estados Unidos |
|  | Mike Evans Will Dean Julien Bahain Martin Barakso Tim Schrijver Conlin McCabe Kai Langerfeld Will Crothers Jacob Koudys |  | Joaquín Iwan Axel Haack Osvaldo Suárez Francisco Esteras Ivan Carino Rodrigo Murillo Diego López Agustin Diaz Joel Infante |  | Matthew Mahon Brendan Harrington Taylor Brown Erick Winstead David Eick Kyle Peabody Nareg Guregian Keane Johnson Sam Ojserkis |

## Resultados

### Eliminatórias
| Pos. | Remador | Nacionalidade      | Tempo   | Notas |
| ---- | --- | ------------------ | ------- | ----- |
| 1    | Julien Bahain Mike Evans Martin Barakso Tim Schrijver Will Dean Conlin McCabe Kai Langerfeld Will Crothers Jacob Koudys                                                                                           | CAN Canadá         | 5:45.79 | F     |
| 2    | Matthew Mahon Brendan Harrington Taylor Brown Erick Winstead David Eick Kyle Peabody Nareg Guregian Keane Johnson Sam Ojserkis                                                                                    | USA Estados Unidos | 6:03.81 | F     |
| 3    | Diego Donizette Nazario Emanuel Dantas Borges Leandro Tozzo Allan Scaravaglioni Bitencourt Vinicios Delazeri Maciel Costa Da Silva Pedro Henrique Drummond Gondin Victor Ruzicki Pereira Mauricio De Abreu Carlos | BRA Brasil         | 6:21.17 | F     |
| 4    | Joaquín Iwan Axel Haack Osvaldo Suárez Francisco Esteras Ivan Carino Rodrigo Murillo Diego López Agustin Diaz Joel Infante                                                                                        | ARG Argentina      | 6:52.97 | F     |
| 5    | Eduardo González Jose Rodriguez Eduardo Rubio Ángel Fournier Manuel Suárez Solaris Freire Adrian Oquendo Janier Concepción Juan Carlos González                                                                   | CUB Cuba           | 7:47.30 | F     |

### Final
| Pos.              | Remador | Nacionalidade      | Tempo   | Notas |
| ----------------- | --- | ------------------ | ------- | ----- |
| Medalha de ouro   | Mike Evans Will Dean Julien Bahain Martin Barakso Tim Schrijver Conlin McCabe Kai Langerfeld Will Crothers Jacob Koudys                                                                                           | CAN Canadá         | 6:07.01 |       |
| Medalha de prata  | Joaquín Iwan Axel Haack Osvaldo Suárez Francisco Esteras Ivan Carino Rodrigo Murillo Diego López Agustin Diaz Joel Infante                                                                                        | ARG Argentina      | 6:10.08 |       |
| Medalha de bronze | Matthew Mahon Brendan Harrington Taylor Brown Erick Winstead David Eick Kyle Peabody Nareg Guregian Keane Johnson Sam Ojserkis                                                                                    | USA Estados Unidos | 6:12.64 |       |
| 4                 | Liosbel Hernandez Jose Rodriguez Eduardo Rubio Ángel Fournier Eduardo González Solaris Freire Adrian Oquendo Janier Concepción Juan Carlos González                                                               | CUB Cuba           | 6:14.00 |       |
| 5                 | Diego Donizette Nazario Emanuel Dantas Borges Leandro Tozzo Allan Scaravaglioni Bitencourt Vinicios Delazeri Maciel Costa Da Silva Pedro Henrique Drummond Gondin Victor Ruzicki Pereira Mauricio De Abreu Carlos | BRA Brasil         | 6:34.10 |       |